# Куенківська діоцезія
Куе́нківська діоце́зія (лат. Dioecesis Conchensis; ісп. Diócesis de Cuenca) — діоцезія римського обряду Католицької церкви в Іспанії, з центром у місті Куенка.  Входить до складу Толедської церковної провінції. Суфраганна діоцезія Толедської архідіоцезії. Заснована 5 липня 1183 року. Голова — єпископ Куенківський. Центральний храм — Куенківський собор.  Площа — 17 140 км². Населення — 200 577 ос.; з них католики — 200 577 ос. (96,5%). Чинний голова — Хосе-Марія Джангуас Санс, єпископ Куенківський.

## Єпископи
- 1396—1407: Хуан Кабеса-де-Вака, єпископ Коїмбрський (ставленик антипапи)
- Хосе-Марія Джангуас Санс

## Статистика
Згідно з «Annuario Pontificio» і Catholic-Hierarchy.org:
| Рік  | Населення | Населення | Населення | Священики | Священики | Священики | Священики           | Диякони | Ченці    | Ченці | Парафії |
| Рік  | католики  | загалом   | %         | загалом   | секулярні | ченці     | вірних на священика | Диякони | чоловіки | жінки | Парафії |
| ---- | --------- | --------- | --------- | --------- | --------- | --------- | ------------------- | ------- | -------- | ----- | ------- |
| 1950 | 445 450   | 445 450   | 100,0     | 239       | 205       | 34        | 1 863               |         | 106      | 492   | 397     |
| 1970 | 254 680   | 254 680   | 100,0     | 320       | 280       | 40        | 795                 |         | 40       | 829   | 337     |
| 1980 | 232 248   | 232 248   | 100,0     | 347       | 331       | 16        | 669                 |         | 20       | 295   | 336     |
| 1990 | 210 000   | 213 268   | 98,5      | 247       | 235       | 12        | 850                 |         | 14       | 318   | 326     |
| 1999 | 200 212   | 201 712   | 99,3      | 234       | 225       | 9         | 855                 |         | 38       | 300   | 325     |
| 2000 | 198 500   | 201 712   | 98,4      | 232       | 223       | 9         | 855                 |         | 43       | 354   | 325     |
| 2001 | 196 700   | 200 963   | 97,9      | 223       | 214       | 9         | 882                 |         | 86       | 357   | 325     |
| 2002 | 198 213   | 201 053   | 98,6      | 282       | 226       | 56        | 702                 |         | 133      | 199   | 335     |
| 2003 | 198 634   | 201 614   | 98,5      | 311       | 254       | 57        | 638                 |         | 126      | 196   | 335     |
| 2004 | 199 722   | 202 982   | 98,4      | 317       | 260       | 57        | 630                 | 1       | 126      | 320   | 335     |
| 2006 | 200 577   | 207 759   | 96,5      | 296       | 277       | 19        | 677                 | 1       | 88       | 351   | 325     |